# Telitoxicum
Telitoxicum es un género con ocho especies de plantas de flores perteneciente a la familia Menispermaceae. Nativo de Brasil, Colombia, Guyana y Perú.

## Especies seleccionadas
- Telitoxicum duckei
- Telitoxicum glaziovii
- Telitoxicum inopinatum
- Telitoxicum krukovii
- Telitoxicum minutiflorum
- Telitoxicum negroense
- Telitoxicum peruvianum
- Telitoxicum rodriguesii